# Jacques-Marie Dumaz
Jacques-Marie Dumaz, né le 9 avril 1762 à Chambéry où il est mort le 9 janvier 1839, est un homme politique savoyard, acteur de la Révolution française.

## Biographie
Avant la Révolution française, Jacques-Marie Dumaz est avocat au sénat de Savoie. En 1789, il se montre partisan des idées de la Révolution, et, après avoir été nommé membre du directoire de son département, il est élu, le 25 février 1792, premier député suppléant à la Convention par le département du Mont-Blanc, avec 393 voix sur 184 votants et est admis à siéger dès le 18 avril suivant, en remplacement de Bal, non acceptant.
Il prend place à la Montagne, et se lie avec son collègue Philibert Simond. Envoyés tous deux en mission à l’armée des Alpes, ils instituent le tribunal révolutionnaire, réchauffent l’ardeur des généraux, et mettent en état de défense le fort de Montmélian. Rappelés à Paris en décembre 1793, ils exposent à la Convention le résultat de leur mission dans un rapport, lu par Simond.
Jacques-Marie Dumaz n'est pas étranger, en janvier 1794, à la dénonciation de tiédeur dont sept de ses collègues du Mont-Blanc, moins ardents que lui, sont l’objet de la part de la Société populaire de Chambéry, ni à l’attaque violente que Simond dirige contre eux à la séance des jacobins du 4 février suivant. Moins de trois mois après, Simond est dénoncé, condamné et exécuté comme anarchiste, et Dumaz s’efforce de se faire oublier.
Le 9 thermidor, il vote la mise hors la loi de Robespierre, et la mise en accusation de Carrier, puis est encore envoyé en mission à l’armée des Alpes en pluviôse an III ; il s’emploie énergiquement à arrêter les troubles du Midi. Il adresse, avec son collègue André Réal, aux habitants des départements du Mont-Blanc et des Alpes-Maritimes, une proclamation publiée par le Moniteur du 14 messidor an III, pour protester contre le bruit que la France serait disposée à se dessaisir du Mont-Blanc et du comté de Nice. Il y est dit : « Fidèle au contrat d’union, la Convention nationale n’oubliera jamais que le vœu libre et universel du peuple souverain de la Savoie et du comté de Nice fut de s’incorporer à la République, et qu’elle a décrété, le 27 novembre 1792 et le 14 février 1793, que ces pays formeraient une partie intégrante de la République française. Ce contrat est sacré, indissoluble et irrévocable. » Le 19 messidor, il rend témoignage, dans une lettre à la Convention, du courage déployé par l’armée d'Italie au col de Tende.
Le 22 vendémiaire an IV, il est élu député du Mont-Blanc au Conseil des Cinq-Cents avec 289 voix sur 315 votants ; il y fait partie de quelques commissions, notamment de celle chargée de la répartition des tribunaux dans les départements. Il sort du Conseil en 1796, par la voie du sort, et est appelé, en germinal an VII, aux fonctions d’accusateur public près le tribunal criminel du Mont-Blanc. Il conserve ce poste sous le gouvernement consulaire et est nommé, le 4 nivôse an VIII, par le Sénat conservateur, député du Mont-Blanc au nouveau Corps législatif, où il siège jusqu’en frimaire an XII. Le 4 frimaire an XII, il devient membre de la Légion d’honneur. Il ne réclame jamais ni le brevet de cette nomination, ni le traitement qu’elle comporte, aussi n’est-il pas considéré comme ayant appartenu à l’effectif de l’ordre.
En 1815, il retrouve au barreau de Chambéry, dont il devient bâtonnier.

### Sources
- « Jacques-Marie Dumaz », dans Adolphe Robert et Gaston Cougny, Dictionnaire des parlementaires français, Edgar Bourloton, 1889-1891 [détail de l’édition], t. 2, p. 478.